# サークルズ (ジョージ・ハリスンの曲)
「サークルズ」（Circles）は、ジョージ・ハリスンの楽曲である。1982年に発売されたアルバム『ゴーン・トロッポ』にアルバムを締める最後の楽曲として収録された。ハリスンは、1968年のビートルズがマハリシ・マヘーシュ・ヨーギーのもとで超越瞑想の修行をしていた時期に本作を書いた。歌詞は転生を題材としたもので、タイトルの「Circles（円）」は人間の存在の周期性を指している。歌詞には老子の『道徳経』の第56章からの影響も見られる。ビートルズ時代に正式なレコーディングは行われなかったが、1968年にサリー州イーシャーにあるハリスンの自宅で、アルバム『ザ・ビートルズ (ホワイト・アルバム)』のセッションに向けたデモ音源の録音が行なわれた際に、本作も取り上げられた。
ハリスンは、1979年の『慈愛の輝き』のセッション時に「サークルズ」を再び取り上げ、その後『ゴーン・トロッポ』への収録に向けてレコーディングを行なった。この当時、ハリスンは自身の楽曲におけるスピリチュアルな要素を薄めたのと同時に、音楽活動を休止して自身が立ち上げたハンドメイド・フィルムスの映画プロデューサーとしてのキャリアを歩み始めていた。レコーディングは、1982年8月にハリスンの自宅スタジオ「フライヤーパーク・スタジオ」で行なわれ、プロデュースは、ハリスンとレイ・クーパーとフィル・マクドナルドの3人で手がけた。レコーディングには、ビリー・プレストン、ジョン・ロード、マイク・モランをはじめとしたミュージシャンが参加した。
本作について音楽評論家からは、「あまりにも暗い」「見過ごされているがアルバムのハイライトと言える曲」などさまざまな評価を得ている。アメリカでは、1983年2月にアルバムからの第2弾シングル『アイ・リアリー・ラヴ・ユー』のB面曲としてリカットされた。『ゴーン・トロッポ』の最後の曲となった本作は、1987年にハリスンが『クラウド・ナイン』で音楽活動を再開するまで、ハリスンの最後の新曲となっていた。2018年11月、サリー州イーシャーで録音されたデモ音源が『ザ・ビートルズ (ホワイト・アルバム)』の50周年記念エディションに収録された。

## 背景とインスピレーション

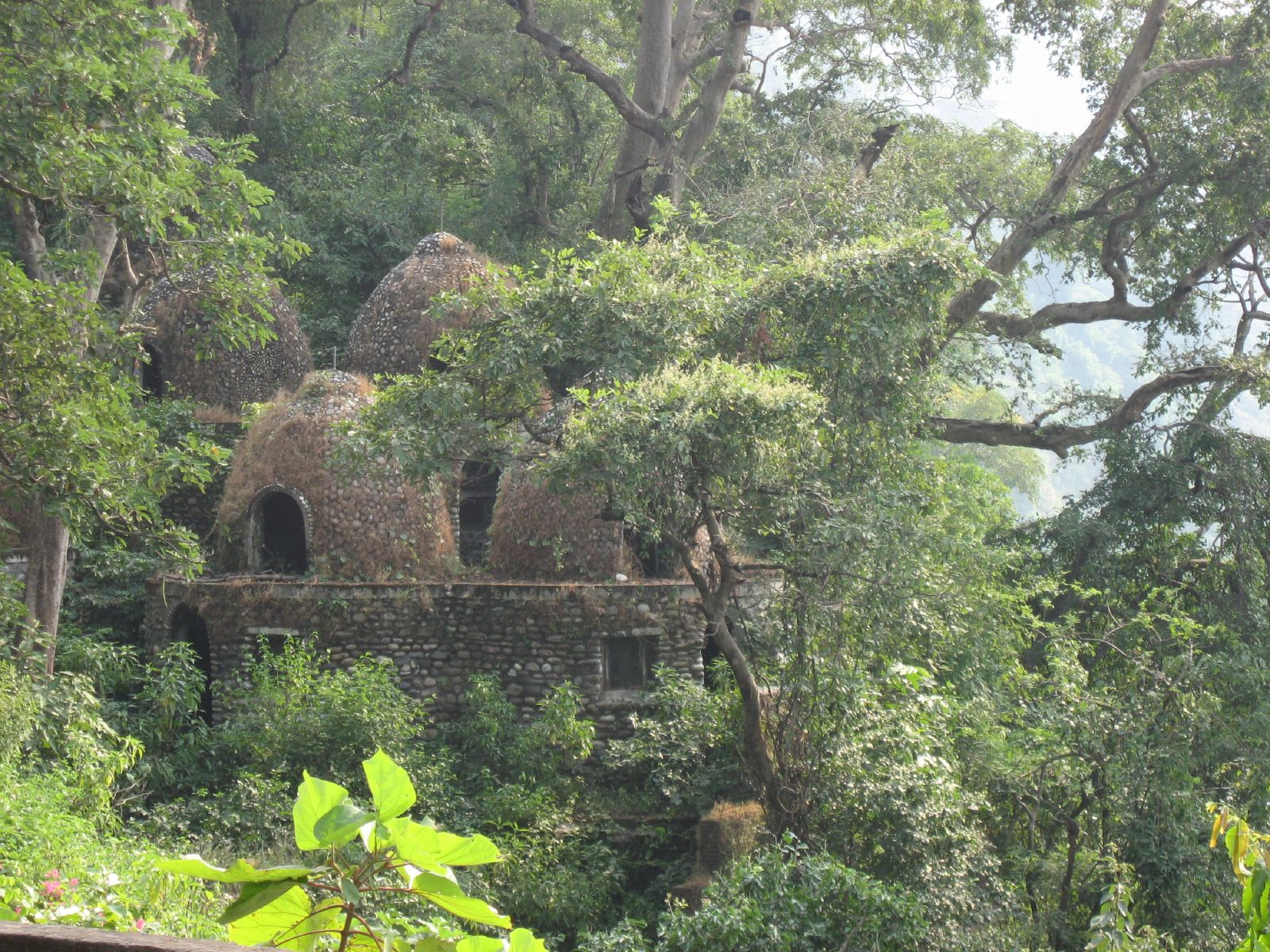
インド・リシケーシュに残るマハリシ・マヘーシュ・ヨーギーの瞑想室。ハリスンはこの場所で「サークルズ」を書いた。

「サークルズ」は、ジョージ・ハリスンがインド・リシケーシュで書いた楽曲の1つで、1968年春にハリスンを含むビートルズのメンバーはマハリシ・マヘーシュ・ヨーギーのもとで超越瞑想の修行をしていた。2か月におよぶリシケーシュでの生活で、ラヴィ・シャンカルのもとで2年にわたってシタールを習得していたハリスンは、再びギターと向き合い始めるようになっていた。ハリスンによると、その当時ビートルズの一員として演奏するときはギターのみを使用していたとのこと。ハリスンの伝記作家であるサイモン・レングは、1966年に作曲されたインド風の楽曲「ウィズイン・ユー・ウィズアウト・ユー」や「ブルー・ジェイ・ウェイ」、サウンドトラック・アルバム『不思議の壁』の一部収録曲と同じように、「サークルズ」もオルガンを使用して作曲された楽曲であると見ている。レングは、著書『While My Guitar Gently Weeps: The Music of George Harrison』の中で、本作の「フーガのようなキーボードパート」とヨハン・セバスチャン・バッハの作品を部分的に思い起こさせる「数字付き低音」について言及している。
本作のテーマは「転生」で、曲名は人間の存在の周期性を指している。神学者のデール・アリソンは、「転生」という用語を使用するハリスンの唯一の楽曲として「サークルズ」を挙げ、作曲家が「魂」という言葉を「本来の哲学的な意味で」使用していることについても言及している。ヴァースには老子の『道徳経』の第56章からの影響も見られ、同時期にハリスンが書いた「ジ・インナー・ライト」も『道徳経』がヒントとなっている。本作のデモ音源が録音された当時は歌詞が未完成であったが、1982年にソロ・アーティストとして正式なレコーディングを行なった際に歌詞が書き加えられた。

## 曲の構成
音楽学者のウォルター・エヴェレットは、1968年時点の「サークル」の音楽的要素の1つとしてCマイナーからBマイナーへの半音降下での「非常に意味ありげなコモントーンを利用した転調」を挙げている。ハリスンは1982年のレコーディングでキーを変更し、Fメジャーのキーで演奏した。
作家のイアン・イングリスは、音楽と歌詞の両方の観点から「サークルズ」は、ビートルズ時代にハリスンが書いた「ブルー・ジェイ・ウェイ」や「ロング・ロング・ロング」の「口にしづらいサイケデリアとの直接的なつながり」を示していると述べている。アリソンは、本作の歌詞を「はっきりとした転生についての陳述」と説明し、死後「より良い世界」へ行き、輪廻転生のサイクルから解放されたいというハリスンの願望が「最も露骨に示された例」としている。コーラスには、『道徳経』からの引用である「He who knows does not speak / He who speaks does not know（知る者は言わず、言う者は知らず）」というフレーズが含まれている。

## イーシャー・デモ
1968年5月の最終週、ビートルズはサリー州イーシャーにあるハリスンの自宅で27曲のアコースティック・デモ・バージョン（通称「イーシャー・デモ」）の録音を行なった。「サークルズ」は、同日に取り上げられたハリスン作曲による5曲のうちの1つだった。録音にはアンペックス社の4トラック・レコーダーが使用された。本作のデモ・バージョンで、ハリスンはオルガンを弾きながら歌い、レコーダーに2つのパートをふき込んだ。鍵盤楽器の使用は、イーシャー・デモの大部分で採用されているアコースティック・ギターによる伴奏というアレンジとは対照的であり、音楽評論家のリッチー・アンターバーガーは、本作における鍵盤楽器のサウンドについて「ほこりまみれの使われなくなった教会のクローゼットから引きずり出されたような不気味なオルガン」と表現している。音楽評論家のイアン・マクドナルドは、著書『Revolution in the Head』の中で本作を使用された楽器を「ハーモニウム」とし、ハリスンが1人で演奏したのではなく、「暫定的な」ベースラインをポール・マッカートニーが弾いたと書いている。
本作と同じくリシケーシュ滞在時にハリスンが書いた「サワー・ミルク・シー」のデモ・バージョンも録音されたが、2曲とも『ザ・ビートルズ (ホワイト・アルバム)』のセッションで取り上げられることはなく、これはハリスンがビートルズのソングライターとしての立場がレノンやマッカートニーよりも下であることを部分的に反映していた。また、同じくハリスン作の「ノット・ギルティ」は、ロンドンにあるEMIレコーディング・スタジオでレコーディングが行われたが、最終的にアルバムの収録曲から外された。
「サークルズ」のデモ・バージョンは、「サワー・ミルク・シー」や「ノット・ギルティ」などのイーシャー・デモとともに、1990年代初頭に海賊盤で流通し始めた。2018年に『ザ・ビートルズ (ホワイト・アルバム)』の50周年記念エディションが発売され、本作を含むイーシャー・デモ27曲が収録された。

## レコーディング

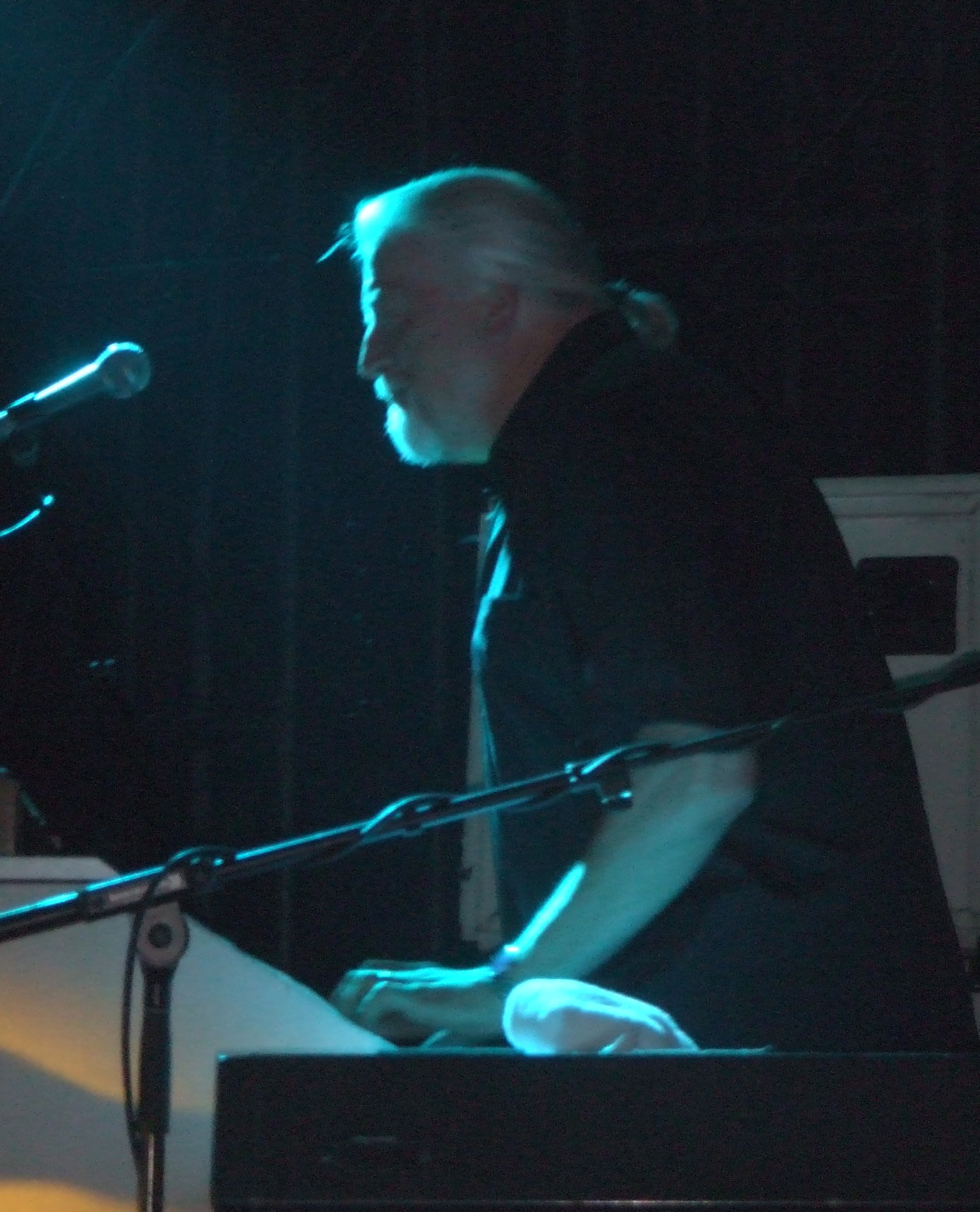
「サークルズ」でシンセサイザーを演奏したミュージシャンのうちの1人であるジョン・ロード。

1978年、ハリスンはソロ・アーティストとしての6作目のアルバム『慈愛の輝き』のためのセッションで、「サークルズ」と「ノット・ギルティ」を再び取り上げた。「ノット・ギルティ」はそのままアルバムに収録されたが、「サークルズ」は1982年にハリスンが『ゴーン・トロッポ』の制作に際して再び取り上げるまで未発表のままとなっていた。この当時、ハリスンは自身の楽曲におけるスピリチュアルな要素を薄めていて、1970年後半に入るとクリシュナ意識国際協会から遠ざかっていた。その一方で、ハリスンは1982年9月に行なわれたムクンダ・ゴスワミとのインタビューで、転生、瞑想、詠唱について自身の考えを語っている。
ハリスンは、1982年5月5日から8月27日にかけてオックスフォードシャーにあるフライヤーパーク・スタジオでのセッションで、「サークルズ」を録音した。楽曲のプロデュースは、レイ・クーパーとフィル・マクドナルドの3人で手がけた。レコーディングに参加したミュージシャンには、キーボーディストのビリー・プレストン、ジョン・ロード、マイク・モランがいる。ハリスンは、ベースに加えてシンセサイザーも演奏した。レングは、本作を「ハリスンにとって初めてのヒンドゥスターニー・ブルース」と表現し、1968年のまばらな演奏とは一転して、プレストンのピアノとハモンドオルガンによる「ゴスペルの装飾」や「ハリスンによるユニークなギターの音色」を含む「豊かな楽器法」でアレンジされた楽曲と説明している。

## リリース
1982年11月5日にアルバム『ゴーン・トロッポ』が発売され、「サークルズ」は『バンデットQ』のサウンドトラック「オ・ラ・イ・ナ・エ」に続くアルバムの最後の楽曲として収録された。発売時点で、「サークルズ」はビートルズの未発表曲のリストに頻繁に挙がるタイトルとして、ある程度の悪評を得ていた。ハリスンは他のプロジェクトに集中していたことから、『ゴーン・トロッポ』のプロモーション活動をいっさい行なわなかった。音楽評論家のジョン・ハリスは、2011年の『モジョ』誌の中で、『ゴーン・トロッポ』のプロモーション活動を行なわなかったことや、当時のハリスンとワーナー・ブラザース・レコードとの関係性について触れ、「サークルズ」を「ちょっとしたFab4関連の陰謀」と表現している。
『ゴーン・トロッポ』の発売を最後に5年にわたって、ハリスンは映画製作に専念し、時折映画に付随するサウンドトラックの制作を行なっていた。これらのプロジェクトのうち、1985年に公開されたハンドメイド・フィルムス制作の映画『レゲエdeゲリラ』の制作には、「サークルズ」のレコーディングに参加したミュージシャンのうち4人が参加しており、モランがサウンドトラックを数曲（一部ハリスンとの共作）を書いているほか、ハリスン、ロード、モラン、クーパーがエリック・クラプトンやリンゴ・スターとともに「ザ・シンギング・レベルズ・バンド」（The Singing Rebels Band）としてカメオ出演している。1983年2月、「サークルズ」はアメリカで『ゴーン・トロッポ』からの第2弾シングル『アイ・リアリー・ラヴ・ユー』のB面曲としてリカットされた。

## 評価
チップ・マディンガーとマーク・イースターは、著書『Eight Arms to Hold You』の中で『ゴーン・トロッポ』について議論し、「ハリスンの最もくだらないアルバムの中で深刻な問題を反映した」唯一の楽曲として「サークルズ」を挙げ、「悲しいことに、80年代初頭の急速に変化を遂げた市場の混乱の中で失われた魅力的なアルバム」と結論づけた。『ゴーン・トロッポ』に感銘を受けたデイヴ・トンプソンは、2002年の『ゴールドマイン』誌で「サークルズ」について「オ・ラ・イ・ナ・エ」とともに「ハリスンのあまり知られていない名曲の数々と並ぶ」と書いている。
音楽評論家のリッチー・アンターバーガーは、1968年に録音されたデモ・バージョンと、後にハリスンが録音したバージョンを比較して、「はるかに大いなる魅力を発揮する」バージョンと見なしている。伝記作家のジョン・C・ウィンは「サークルズ」を「『ブルー・ジェイ・ウェイ』をリトル・リチャードの幻覚体験のように聞こえさせる気のめいるような曲」と評し、音楽評論家のイアン・マクドナルドは「例によって知覚的で、ひどく陰気なカルマについての曲」と表現している。ハリスンの伝記作家であるエリオット・ハントリーは、1982年にハリスンが録音したバージョンを「史上最悪の曲」と却下し、「重いスピリチュアルな哀歌で、なんとなく『ブルー・ジェイ・ウェイ』を思い出させるが、良い曲とはとても思えない」と付け加えている。
伝記作家のサイモン・レングは、「サークルズ」を「ハリスンの最も複雑な作品の1つ」として称賛している。『オールミュージック』のリンジー・プレーナーは、本作を「陰気で瞑想的な」曲とし、コーラスの歌詞で老子の言葉を引用することで「この曲により力強く、この世のものとは思えない品質をもたらしている」と評している。

## クレジット
※出典
- ジョージ・ハリスン - ボーカル、ベース、シンセサイザー、スライドギター、バッキング・ボーカル
- ビリー・プレストン - オルガン、ピアノ
- マイク・モラン（英語版） - シンセサイザー
- ジョン・ロード - シンセサイザー
- ヘンリー・スピネッティ（英語版） - ドラム
- レイ・クーパー（英語版） - パーカッション